# Skok (anatomia)

Stopa ptaka: skok to w przybliżeniu odcinek między punktami 5 i 6.

Skok (łac. tarsometatarsus) – słabo umięśniona część kończyny dolnej ptaków, której szkielet tworzy silnie wydłużona kość skokowa. Jest to odcinek nogi ptaka znajdujący się pomiędzy piętą (skierowanym do tyłu stawem skokowym) a śródstopiem zakończonym palcami. Inaczej niż u ludzi, u ptaków długość kości skokowej tworzącej skok ma znaczny wpływ na całkowitą długość kończyny. Skok zazwyczaj pokryty jest podoteką (łuskami rogowymi), rzadziej piórami, a wyjątkowo także skórą (np. u zimorodków).
Pomiaru skoku dokonuje się mierząc długość kości skokowej od stawu skokowego do końca ostatniej łuski u nasady palców.